# Darmstadt-Arheilgen (stacja kolejowa)
Darmstadt-Arheilgen - przystanek kolejowy w Darmstadt, w kraju związkowym Hesja, w Niemczech. Znajduje się tu 1 peron.